# Kindelbrück
Kindelbrück ist eine Landgemeinde (vor 2019 Landstadt) im Landkreis Sömmerda in Thüringen und Sitz der Verwaltungsgemeinschaft Kindelbrück, der weitere drei Gemeinden angehören.

## Geografie
Kindelbrück liegt am Unterlauf der Wipper im Thüringer Becken und damit im Norden des Landkreises Sömmerda.
Zur Landgemeinde Kindelbrück gehören folgende Ortsteile: Bilzingsleben, Düppel, Frömmstedt, Kannawurf, Kindelbrück und Riethgen.

## Name
Der Name Kindelbrück hat sich im Laufe der Geschichte über die Bezeichnungen „Kindelbruccum“, „Kindelbrucken“ und „Kindelbruck“ zum heutigen Kindelbrück entwickelt. Die Bezeichnung -brück steht für einen Übergang oder eine Furt an dem durch die Wipper durchflossenen Tal. Der erste Ansiedler an diesem Übergang soll eine Person namens „Chintila“ gewesen sein. Die erste Ansiedlung, die in der Nähe der heutigen Oberstadt gelegen haben soll, wurde größer und im Laufe der Jahre änderte sich der Name von Chintila Brück in Kindelbrück. Andere Quellen besagen, dass Kindel für die Bezeichnung König steht und der Name Kindelbrück aus der Bezeichnung Königsbrücke entstanden ist.

## Geschichte

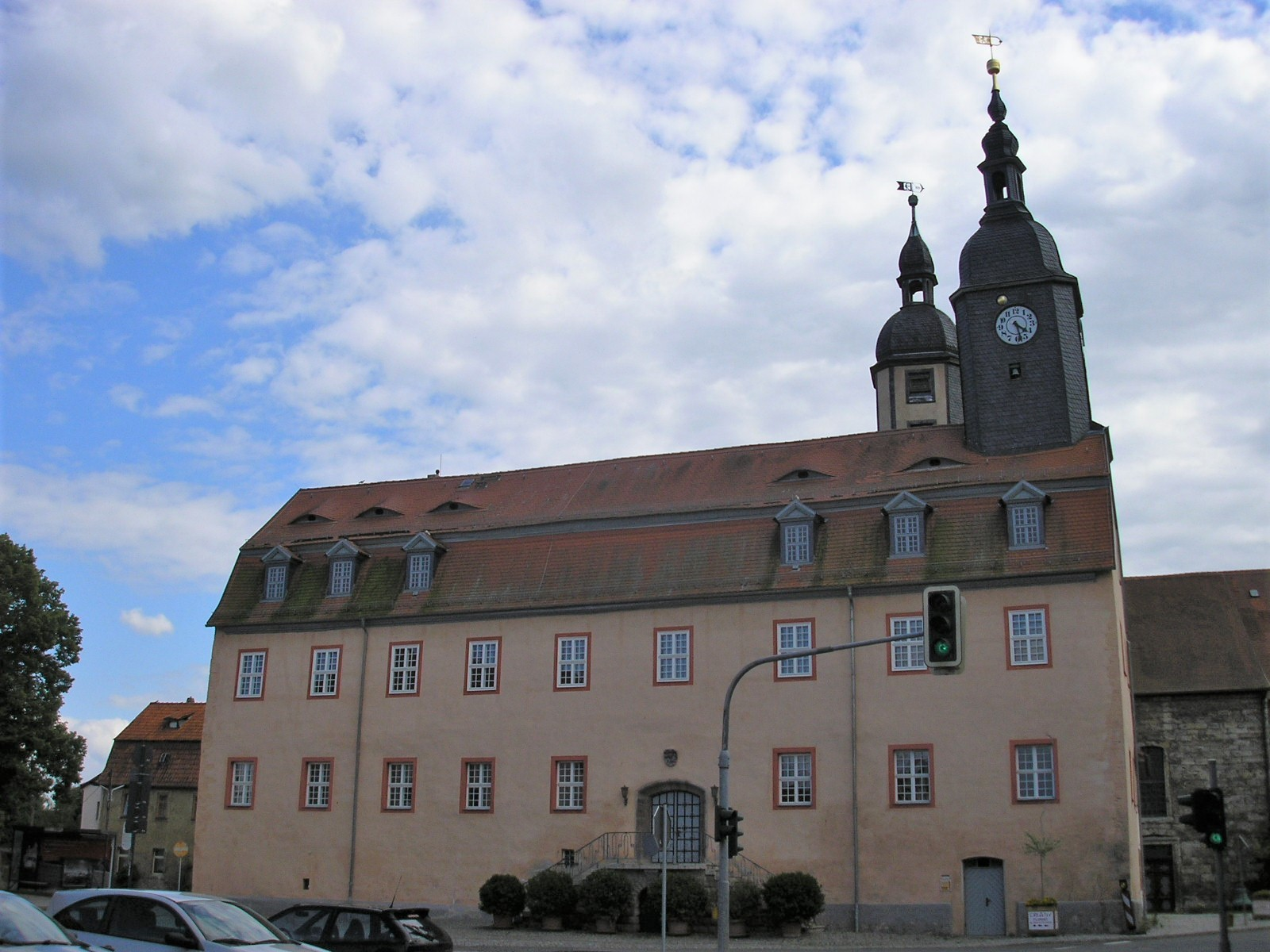
Rathaus

### Entstehung und Entwicklung bis 1500
Kindelbrück entstand vermutlich um 550 n. Chr. als Brückensiedlung. Zu Beginn des 9. Jahrhunderts wurde Kindelbrück in einem Verzeichnis der Güter von Erzbischof Lullus von Mainz  († 786)  erbauten Klosters Hersfeld als Kindelbruccun erstmals urkundlich erwähnt. Dem Dorf Kindelbrück wurde am 12. März 1291 durch Albrecht II. das Stadtrecht verliehen. Die urkundliche Verleihung  erfolgte auf der Wartburg bei Eisenach. Bis 1815 gehörte Kindelbrück zum kursächsischen Amt Weißensee.
Seit 1372 fand sonntags ein Wochenmarkt statt, der 1409 auf Mittwoch verlegt wurde. Im Jahr 1426 wurden erstmals ein regierender Bürgermeister und das Rathaus erwähnt; seit 1445 hatte Kindelbrück ein Stadtgericht.

### 16. Jahrhundert bis 1930
1525 erstürmten Kindelbrücker Bauern die Kommende Griefstedt. Der Bau der Kindelbrücker Stadtmauer erfolgte von 1508 bis 1538 auf Veranlassung des sächsischen Herzogs Georg der Bärtige. Die innere Stadtmauer, die die Kirche St. Ilgen und den Friedhof einschloss, wurde 1515 fertiggestellt und anschließend erweitert. Ein neues Rathaus wurde in der Zeit zwischen 1501 und 1521 gebaut. Die Knabenschule wurde 1539, die Mädchenschule 1561 errichtet.
Bei einem Großfeuer in der Oberstadt Jahr 1528 brannten 60 Häuser und Gelasse ab, ebenso die Kirche St. Ilgen, die vermutlich älter war als die heute noch bestehende Kirche St. Ulrich. Bei einem Brand im Jahr 1582 wurden 117 Häuser restlos zerstört (drei Viertel der Stadt). Das dabei ebenfalls zerstörte Rathaus wurde 1583 wieder aufgebaut, 1609 wurde die Seigerglocke auf den Rathausturm verbracht. Bei einem weiteren Großfeuer im Jahr 1648 brannten 106 Gebäude ab.
Kindelbrück wurde im 16. und 17. Jahrhundert mehrfach von der Pest heimgesucht, der in den Jahren 1575, 1577, 1570, 1597 und 1610 über 1300 Menschen zum Opfer fielen; im Jahr 1638 starb die Hälfte der Einwohner an der Pest.
Während des Siebenjährigen Krieg fand 1761 um Kindelbrück ein Gefecht statt, die Stadt brannte am 5. Juni 1761 ab und wurde dann wiederaufgebaut, der Wiederaufbau des Rathauses war erst im Jahr 1788 abgeschlossen.
Bis 1815 gehörte Kindelbrück zum kursächsischen Amt Weißensee. Durch die Beschlüsse des Wiener Kongresses kam es zu Preußen und wurde 1816 dem Landkreis Weißensee im Regierungsbezirk Erfurt der Provinz Sachsen zugeteilt, zu dem er bis 1944 gehörte. 1880 wurde die Freiwillige Feuerwehr des Ortes gegründet.
In den Jahren 1911/12 wurde das Stadtbad errichtet. Durch den Ersten Weltkrieg hatte Kindelbrück 54 Gefallene und 7 Vermisste zu beklagen. 1928 begann der Bau der Kalkplatzsiedlung.

### Zeit des Nationalsozialismus 1933–1945
Während der Zeit des Nationalsozialismus und des Zweiten Weltkriegs stellte die 1886 gegründete Kindelbrücker Zeitung 1942 den Druck ein. Im Jahr 1940 trafen in Kindelbrück 17 polnische Zwangsarbeiter ein; bis 1944 erhöhte sich die Anzahl der Zwangsarbeiterkräfte auf mindestens 85 Personen. Diese kamen aus Polen, Ukraine, Belarus, Russland, Frankreich, Kroatien und der Tschechischen Republik. Außerdem gab es ein Arbeitskommando mit französischen Kriegsgefangenen, die in der Kofferfabrik arbeiten mussten. Fünf Todesfälle sind bezeugt, wobei es sich ausschließlich um Kinder von Zwangsarbeiterinnen handelte. Die 22-jährige schwangere Polin Pascha Woloczyna traf im März in Kindelbrück ein und wurde dann zu einem Schwangerschaftsabbruch gezwungen. Bezeugt ist, dass Familie Keitel, die mit polnischen Zwangsarbeitern im Wohnzimmer Radio hörte, denunziert und mit einer KZ-Haft bestraft wurde. Wegen der Freundschaft zu einem Zwangsarbeiter wurde eine Einwohnerin öffentlich kahlgeschoren und misshandelt.
Infolge des Zweiten Weltkriegs hatte Kindelbrück 138 Gefallene und 2 Vermisste zu beklagen. Am 11. April 1945 erfolgte die Übergabe der Stadt an die Amerikaner, ab 2. Juli  übernahm die sowjetische Besatzungsmacht die Stadt.

### Ab 1945
Nachdem bereits im Jahr 1933 die Turnhalle auf dem Ried gebaut worden war, wurde 1953/55 der Neubau der Schule realisiert. 1954/55 konnte der 1. Bauabschnitt der Kanalisation umgesetzt werden. 1956/57 wurden drei Tiefbrunnen zur Wasserversorgung gebohrt. Zur Gründung des Gemeindeverbandes Kindelbrück kam es im Jahr 1976. Im Vorfeld der Wende und friedlichen Revolution in der DDR fanden 1989 auch in Kindelbrück Montagsdemonstrationen statt.
Seit dem 1. Januar 1991 gehört Kindelbrück zur gleichnamigen Verwaltungsgemeinschaft. Zum 1. Januar 2019 fusionierten die Mitgliedsgemeinden Bilzingsleben, Frömmstedt, Kannawurf und die Stadt Kindelbrück zur Landgemeinde Kindelbrück, die wiederum der Verwaltungsgemeinschaft Kindelbrück angehört. Kindelbrücks Stadtrecht ging dabei verloren. Zum 1. Januar 2023 wurde Riethgen nach Kindelbrück eingemeindet.

### Einwohnerentwicklung
| - 1994: 2207 - 1995: 2173 - 1996: 2161 - 1997: 2146 - 1998: 2081 - 1999: 2062 | - 2000: 2024 - 2001: 2063 - 2002: 2069 - 2003: 2027 - 2004: 1959 - 2005: 1918 | - 2006: 1877 - 2007: 1799 - 2008: 1769 - 2009: 1750 - 2010: 1734 - 2011: 1766 | - 2012: 1829 - 2013: 1914 - 2014: 1958 - 2015: 1911 - 2016: 1877 - 2017: 1894 | - 2018: 1913 - 2019: 3791* - 2020: 3803 - 2021: 3725 - 2022: 3747 |

 Datenquelle: Thüringer Landesamt für Statistik
* ab 2019 neugebildete Landgemeinde Kindelbrück

## Politik

### Gemeinderat
Der Gemeinderat aus Kindelbrück setzt sich aus 12 Ratsfrauen und Ratsherren zusammen. Die Gemeinderatswahl am 26. Mai 2019 führte zu folgendem Ergebnis:
| Sitzverteilung des Gemeinderates 2019Insgesamt 16 Sitze - AfLK: 9 - Bürgerbündnis Landgemeinde: 6 - Linke: 1 |                                             |          |        |          |        |          |        |          |        |          |        |          |        |      |      |  |      |      |
| Parteien und Wählergemeinschaften                                                                            | Parteien und Wählergemeinschaften           | 2019     | 2019   |          | 2014   | 2014     |        | 2009     | 2009   |          | 2004   | 2004     |        | 1999 | 1999 |  | 1994 | 1994 |
| Parteien und Wählergemeinschaften                                                                            | Parteien und Wählergemeinschaften           | Anteil a | Sitze  | Anteil a | Sitze  | Anteil a | Sitze  | Anteil a | Sitze  | Anteil a | Sitze  | Anteil a | Sitze  |      |      |  |      |      |
| Allianz für Landgemeinde Kindelbrück                                                                         | AfLK                                        | 59,5     | 9      | –        | –      | –        | –      | –        | –      | –        | –      | –        | –      |      |      |  |      |      |
| Bürgerbündnis Landgemeinde Kindelbrück                                                                       | BL                                          | 37,0     | 6      | –        | –      | –        | –      | –        | –      | –        | –      | –        | –      |      |      |  |      |      |
| DIE LINKE | DIE LINKE                                   | 3,5      | 1      | 19,3     | 2      | 28,7     | 3      | 34,4 c   | 5      | 22,8 c   | 3      | 4,0 c    | –      |      |      |  |      |      |
| Christlich Demokratische Union                                                                               | CDU                                         | –        | –      | 80,7 b   | 10     | 16,2     | 2      | 24,9     | 3      | 29,1     | 4      | 34,6     | 5      |      |      |  |      |      |
| Verein für Bürgerhilfe Kindelbrück                                                                           | VfBK                                        | –        | –      | 80,7 b   | 10     | 55,1     | 7      | 32,6     | 5      | 15,9     | 2      | –        | –      |      |      |  |      |      |
| Sozialdemokratische Partei Deutschlands                                                                      | SPD                                         | –        | –      | –        | –      | –        | –      | 8,1      | 1      | 32,2     | 5      | 49,3     | 7      |      |      |  |      |      |
| Freie Demokratische Partei                                                                                   | F.D.P.                                      | –        | –      | –        | –      | –        | –      | –        | –      | –        | –      | 12,2     | 2      |      |      |  |      |      |
| prozentualer Anteil ungültiger Stimmabgaben                                                                  | prozentualer Anteil ungültiger Stimmabgaben | 3,8      |        | 4,8      |        | 5,5      |        | 6,0      |        | 3,8      |        | 3,8      |        |      |      |  |      |      |
| Sitze gesamt                                                                                                 | Sitze gesamt                                | 16       | 16     | 12       | 12     | 12       | 12     | 14       | 14     | 14       | 14     | 14       | 14     |      |      |  |      |      |
| Wahlbeteiligung                                                                                              | Wahlbeteiligung                             | 61,2 %   | 61,2 % | 36,7 %   | 36,7 % | 47,0 %   | 47,0 % | 57,7 %   | 57,7 % | 57,2 %   | 57,2 % | 74,1 %   | 74,1 % |      |      |  |      |      |

### Bürgermeister
Roman Zachar (CDU) wurde 2010 mit 58 % der Stimmen gegen die Amtsinhaberin Cornelia Behnke-Koch (Linke) zum Bürgermeister gewählt. Am 5. Juni 2016 wurde er mit 92,5  % der gültigen Stimmen, sowie zuletzt am 26. Mai 2019 mit 68,4 % der gültigen Stimmen, im Amt bestätigt.

### Wappen
Blasonierung: „In Blau ein siebenmal von Silber und Rot geteilter, nach rechts schreitender Löwe.“ (Bunter Löwe)

## Wirtschaft und Infrastruktur

### Wirtschaftliche Entwicklung bis 1914
In Kindelbrück wurden 1558 erste Innungen gegründet. Im Jahr 1562 wurde die Ölmühle gebaut, der Bau der ersten Papiermühle erfolgte 1708. Karl Naumbug gründete 1886 die Kindelbrücker Zeitung, deren Druck während des Zweiten Weltkrieges im Jahr 1942 eingestellt wurde. Die 1888 errichtete Schuhfabrik wurde 1903 stillgelegt und in dem Gebäude dann 1907 das E-Werk eingerichtet. Im Jahr 1913 begann Wiedemann mit der Kofferfertigung, ein Jahr später gründete Robert Haesler die Kofferfabrik.

### Wasserver- und Abwasserentsorgung
Die Aufgabe der Wasserversorgung für die Orte Kindelbrück und Frömmstedt hat die Landgemeinde auf den Trinkwasserzweckverband "Thüringer Becken" übertragen. Die Orte Bilzingsleben und Kannawurf werden vom KAT – Kyffhäuser Abwasser und Trinkwasserverband mit Trinkwasser versorgt. Bis auf das Gebiet der aufgelösten Gemeinde Frömmstedt hat die Landgemeinde Kindelbrück die Aufgabe der Abwasserbeseitigung an den Abwasserzweckverband "Finne" übertragen.

## Sehenswürdigkeiten

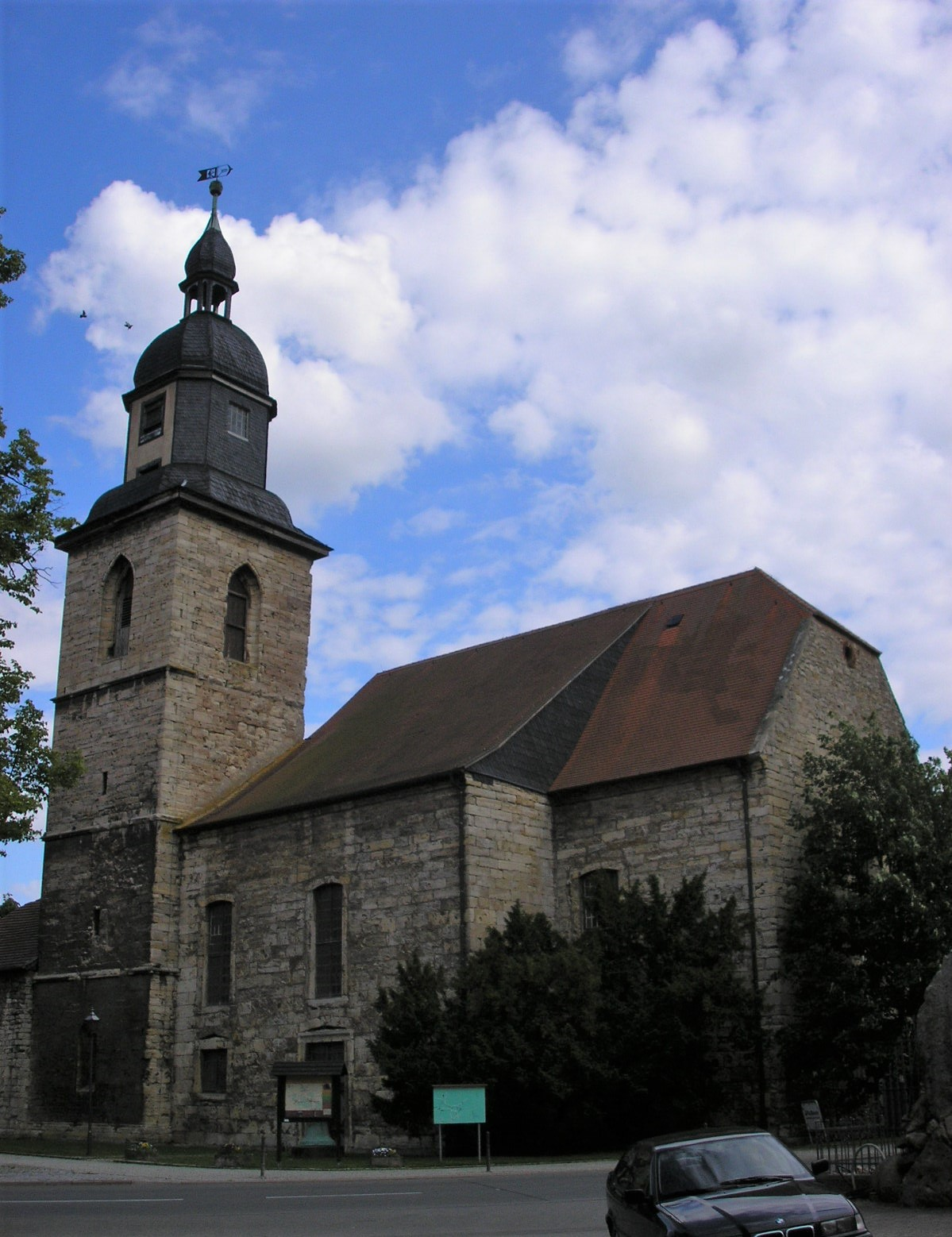
Stadtkirche St. Ulrich

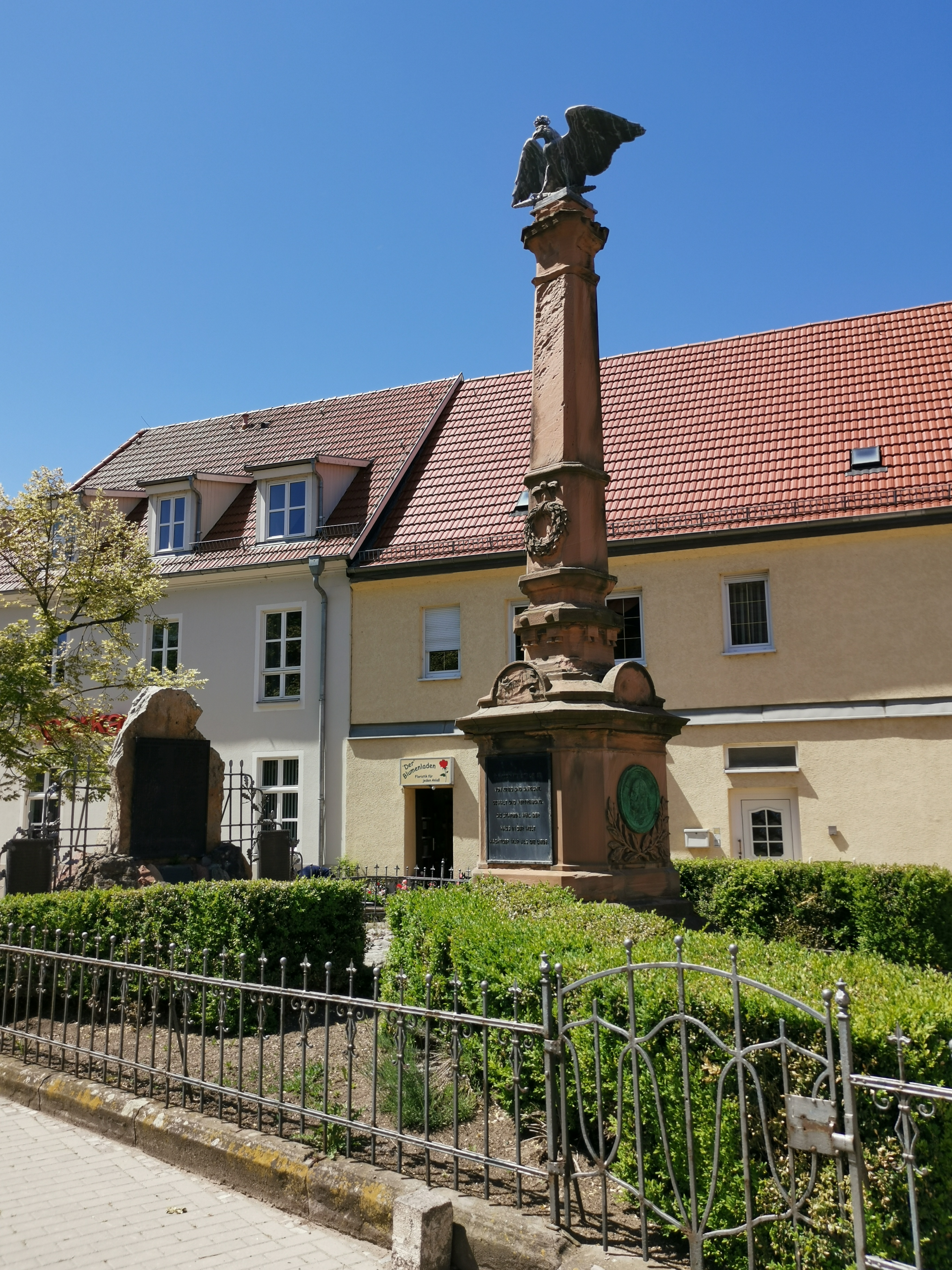
Kriegerdenkmal

### Stadtkirche St. Ulrich
Die Stadtkirche St. Ulrich steht am Marktplatz, sie wurde seit 1440 in mehreren Bauphasen errichtet. Der polygonal geschlossene Chor ist ältester Teil des Baukörpers im Inneren ist ein Kreuzrippengewölbe vorhanden. Der markante Turm wurde 1501 begonnen und steht auf der Nordseite. Nach dem Stadtbrand von 1761 musste die Stadt lange auf den Wiederaufbau der Kirche warten, er erfolgte 1782–1784. Nur wenige Bauteile von Vorgängerbauten finden sich noch am ursprünglichen Platz, etwa die lanzettförmigen Fenster in der Nordwand des Chores, daneben eine Sakramentsnische und die Reste von gotischen Maßwerkfenstern zwischen den Strebepfeilern.

### Rathaus und Stadtbefestigung
Das Rathaus befindet sich (Markt 1) an der Südseite des Marktplatzes und stellt einen Neubau des um 1500 erstmals genannten Ratsgebäudes dar, das beim großen Stadtbrand verloren ging. Der heutige Bau ist ein zweigeschossiger verputzter Repräsentationsbau mit Mansarddach und einem Dachturm.
Die Stadtbefestigung von Kindelbrück schützte die Stadt seit dem beginnenden 16. Jahrhundert. Von den ehemals vier Stadttoren, zahlreichen Türmen, der Ringmauer und den vorgelagerten Gräben blieben große Teile bis in die Gegenwart erhalten und stehen unter Denkmalschutz.

### Kriegerdenkmal und Heimatmuseum
Ein Kriegerdenkmal erinnert an die Toten der Kriege. Im Ersten Weltkrieg hatte Kindelbrück 54 Gefallene und 7 Vermisste zu betrauern, im Zweiten Weltkrieg wurden 138 Gefallene und 2 Vermisste beklagt.
Ein kleines Heimatmuseum sammelt und bewahrt die Zeugnisse der Stadtgeschichte.

### Kultur
Paul Rödiger schrieb und komponierte für die Kindelbrück ein Heimatlied, das bei Veranstaltungen und Festen aufgeführt wird. Der Männergesangsverein Eintracht besitzt eine lange Tradition. Die Musikgruppe Happy Idiots wurde von sechs Jugendlichen gegründet.

### Natur

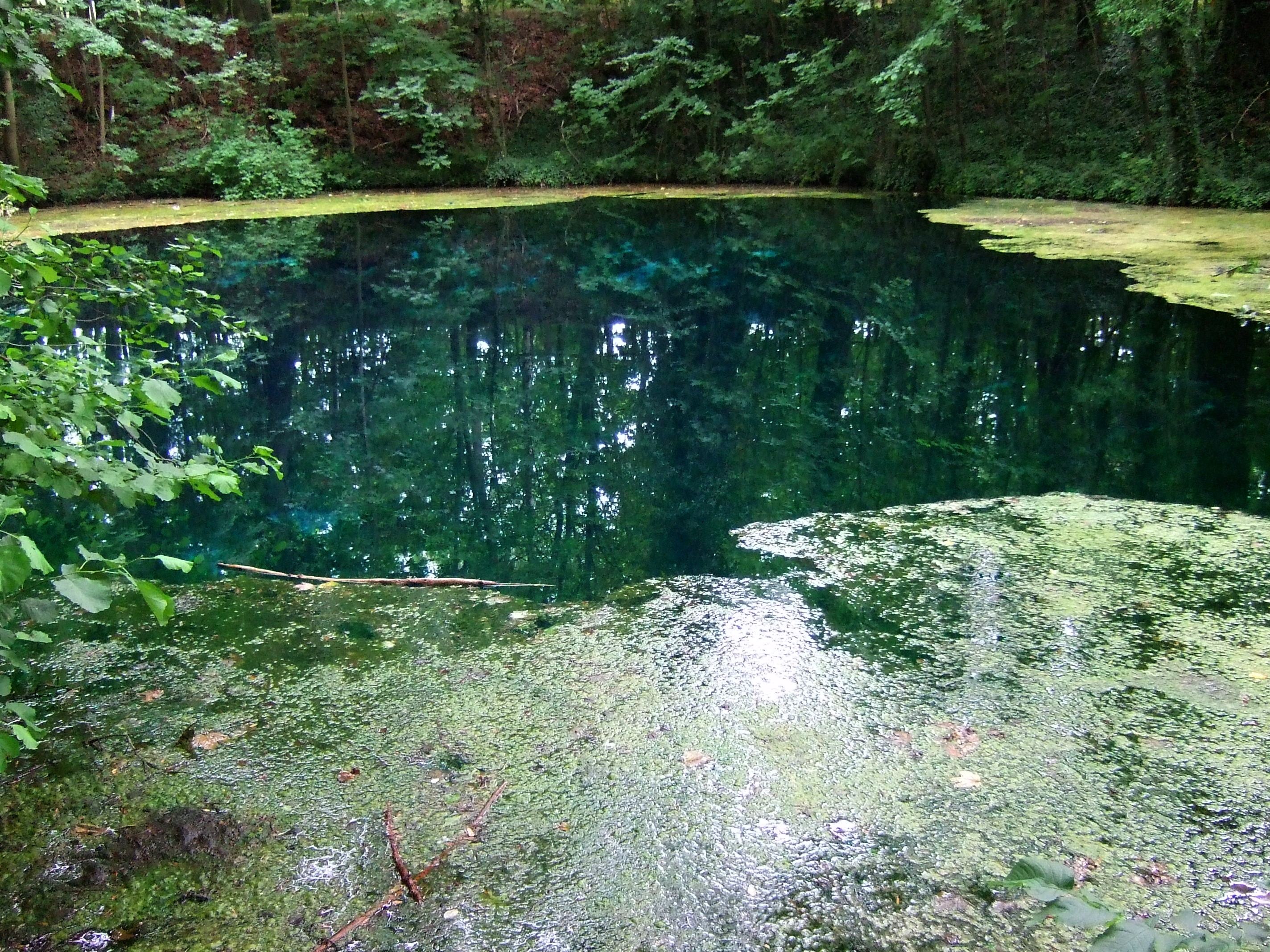
Gründelsloch

Das Gründelsloch ist ein sagenumwobenes Naturdenkmal in der Stadtflur. Es entstand am 3. März 1611 als Erdfall neben zwei weiteren bereits wassergefüllten Erdfällen. Die Schüttung der Karsthöhlenquelle ist mit 245 Litern Wasser pro Sekunde enorm. Der Erdfallsee hat sich stetig vergrößert und besitzt inzwischen eine elliptische Form mit einer Ausdehnung von 40 Meter in Nord-Süd-Richtung und 25 Meter in Ost-West-Richtung. Durch Sporttaucher der GST wurde in den 1970er Jahren der Quelltopf untersucht, er befindet sich in etwa 8,5 m Tiefe auf dem Grund des Sees, der meist ein klares Wasser besitzt, gelegentliche Grünfärbungen werden von Algen hervorgerufen. Im Jahr 2005, zum 125. Jubiläum der Feuerwehr, wurde das Gründelsloch durch zwei Taucher von der DLRG Sömmerda sowie durch den Einwohner der Stadt Kindelbrück Roberto Chudzinski erneut betaucht. Dabei wurde die Tiefe bis auf den Grund der tiefsten Quelle, der größten von 3 Quellen mit 9,80 m gemessen. Weiterhin beträgt die Quelltemperatur 5 °C.
Die Landschaft kann durch Radwege erkundet werden. Sie verlaufen vom Ortsrand nach Riethgen am Wildgehege entlang, nach Frömmstedt und Bilzingsleben entlang der Steinrinne und nach Kannawurf an der Hauptstraße entlang zur Kiesgrube.

## Sport
In Kindelbrück gibt zwei Sportvereine, den Kindelbrücker SV 91 sowie die Sport- und Spielgemeinschaft Kindelbrück (SSG). Der KSV 91 ist der Fußballverein Kindelbrücks und die SSG betreibt hauptsächlich Volleyball. Seit der Saison 2012 wird das Freibad der Gemeinde, welches zu diesem Zeitpunkt geschlossen werden sollte, durch die SSG Kindelbrück als Vereinsbad betrieben und erhalten.

## Persönlichkeiten
- Johann Schober (1640–1697), Kapellmeister und Komponist
- Christian Wilhelm Kestner (1694–1747), Mediziner und Bibliograph
- Karl Heinrich Gottfried Lommatzsch (1772–1834), Superintendent in Annaberg
- Heinrich Christian von Selchow (1732–1795), Jurist
- Ludwig Thomas (1810–1891), Abgeordneter und Alterspräsident im Landtag von Schwarzburg-Sondershausen